# クリス・ヒューストン
クリス・ヒューストン（Chris Houston 1984年10月18日- ）はテキサス州オースティン出身のアメリカンフットボール選手。ポジションはコーナーバック。

## 経歴

### プロ入りまで
高校時代は、ランニングバックとコーナーバックでプレーした。最終学年途中にコーナーバックに専念することとなったが、それまでに426ヤードを走り6TDをあげた。バスケットボールでもシューティングガードを務めた。進学したアーカンソー大学以外に、ルイジアナ州立大学、オクラホマ大学、ジョージア工科大学、アリゾナ大学、ヒューストン大学、カンザス州立大学からもリクルーティングを受けた。
アーカンソー大学では、1年次に8試合に出場、シーズン最後の4試合では先発出場、21タックルをあげた。スペシャルチームでもプレー、パントカバレッジでガナーを務めた。2年次の2005年には9試合で右コーナーバックとして先発出場、全11試合に出場し20タックルをあげた。3年次には45タックル、チームトップの3インターセプト、2ファンブルフォースをあげた。この年、USCのドウェイン・ジャレットをシーズンワーストの成績に抑え、テネシー大学のロバート・ミーチェム、バンダービルト大学のアール・ベネットもシーズン平均以下の成績に抑えた。
AP通信からサウスイースタン・カンファレンスのセカンドチームに選ばれた。3年次終了後、NFLドラフトにアーリーエントリーした。大学3年間で通算89タックル、3インターセプト、3ファンブルフォース、1TDをあげた。

### アトランタ・ファルコンズ
2007年のNFLドラフト2巡でアトランタ・ファルコンズに指名された。同年12月10日のニューオーリンズ・セインツ戦で、闘犬容疑で無期限出場停止処分を受けているマイケル・ヴィックを支援するためのユニフォームの規定違反をアルジ・クランプラー、ディアンジェロ・ホール、ロディ・ホワイト、ジョー・ホーンとともに犯し、罰金処分を受けた。
2年目の2008年、カンザスシティ・チーフス戦でプロ入り後初のインターセプトをあげ、そのままリターンTDをあげた。ファルコンズでは2009年まで3シーズン、先発37試合を含む44試合に出場、166タックル、3インターセプトの成績を残した。

### デトロイト・ライオンズ
2010年3月8日、デトロイト・ライオンズにその年のドラフト6巡指名権及び2011年のドラフト7巡指名権と交換でトレードされた。
2011年の第4週、ダラス・カウボーイズ戦では56ヤードのインターセプトリターンTDをあげ、24点差からの逆転勝利に貢献した。この年NFL8位タイの5インターセプトをあげた。
2012年は2インターセプトにとどまったものの、ライオンズに移籍した2010年から3年連続で2桁のパスディフェンスをあげた。
2013年3月13日、ライオンズと5年契約を果たした。